# Joëlle Léandre

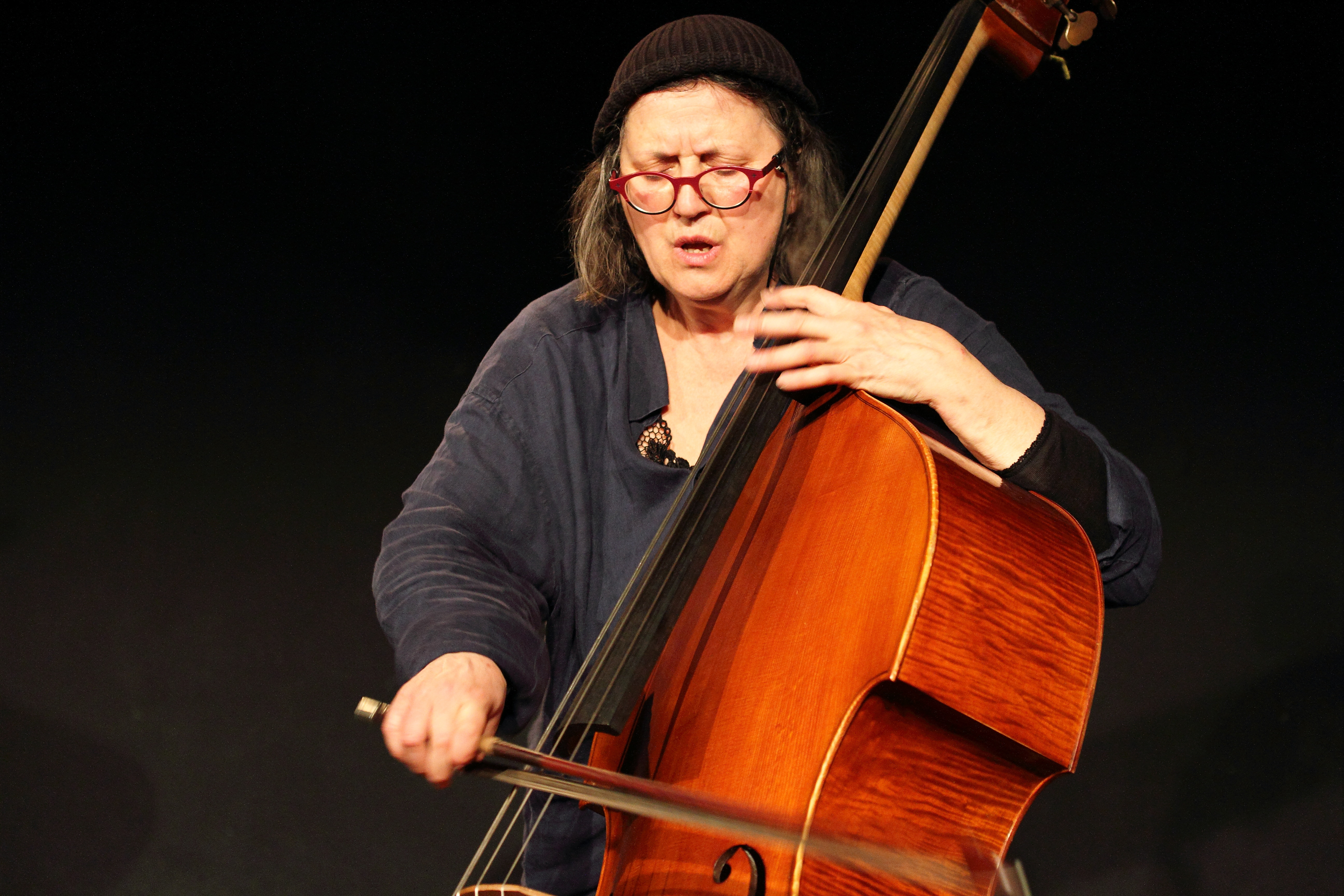
Joëlle Léandre, 2016

Joëlle Léandre (* 12. September 1951 in Aix-en-Provence, Frankreich) ist eine französische Kontrabassistin, die sowohl als Interpretin Neuer Musik als vor allem auch als Improvisationsmusikerin (teils auch im Jazzbereich) hervorgetreten ist. Sie gilt als äußerst vielseitige Instrumentalistin. „Auf den vier Saiten des Instrumentes und mit der fünften, als die sie ihre Mezzo-Stimme definiert, formt die auch literarisch tätige Musikerin Gesamtkunstwerke, die nach dem Prinzip der literarischen Collage auf die Gleichzeitigkeit von Gegensätzlichem zielen.“

## Leben und Wirken

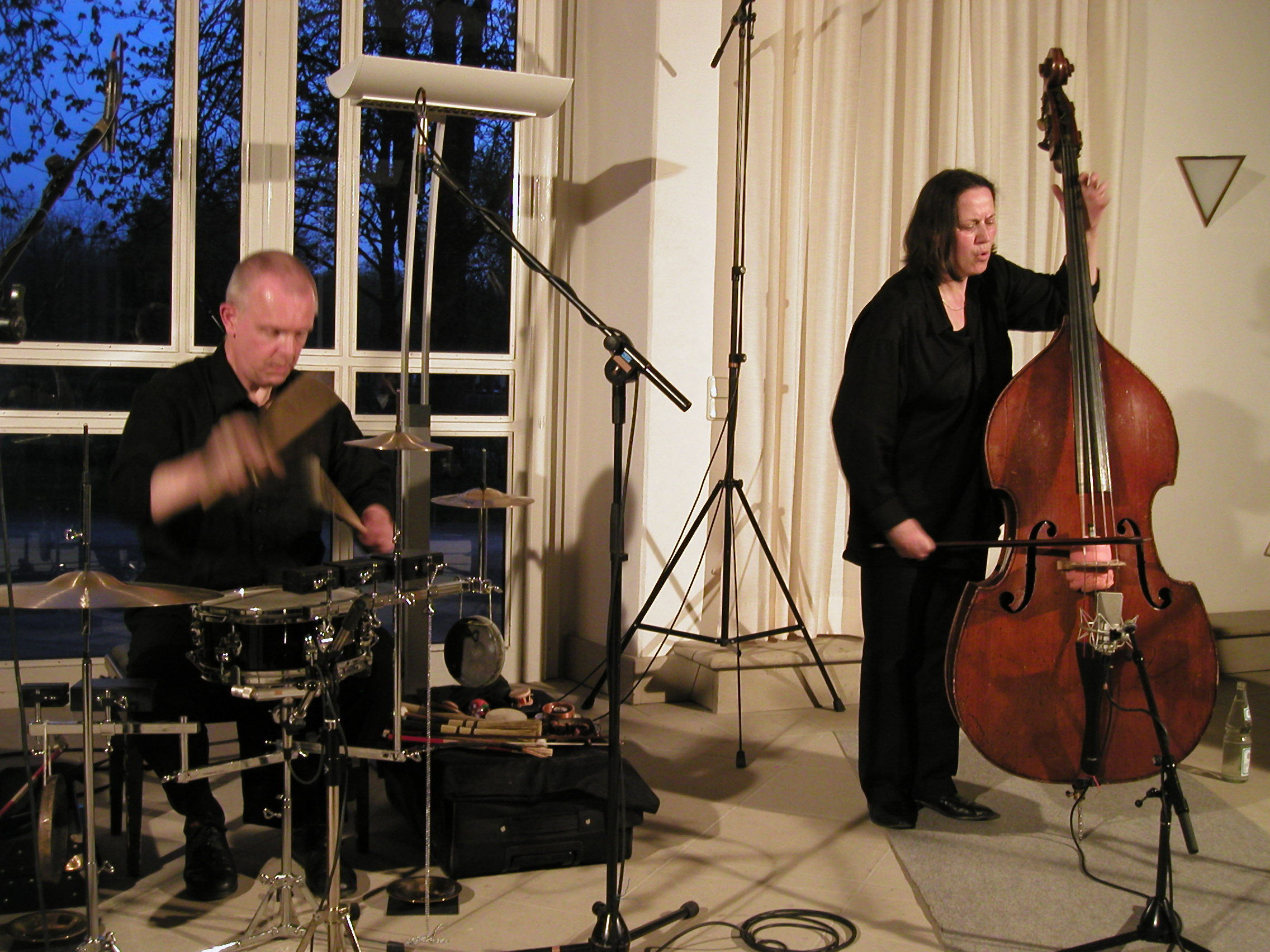
Joëlle Léandre mit Quartet Noir am 23. April 2006 im Schloss Weikersheim

Leandre hatte als Kind Blockflöten- und Klavierunterricht und begann mit zehn Jahren auf einem Kontrabass ihres Bruders; später vererbte ihr ein Basslehrer sein Instrument. Sie ging zum klassischen Musikstudium nach Paris und erhielt 1976 einen ersten Preis am Conservatoire de Paris. Als Studentin entdeckte sie sowohl den Jazz als auch die Neue Musik und war als Mitglied des Ensemble Intercontemporain von Pierre Boulez. Danach setzte sie ihre Studien mit einem Stipendium am Center for creative and performing arts in Buffalo u. a. bei John Cage, Morton Feldman und Giacinto Scelsi. Sie arbeitet sowohl im Bereich der Neuen komponierten als auch der improvisierten Musik. Komponisten wie Earle Brown, John Cage und Giacinto Scelsi haben Werke für sie geschrieben.
Sie begann Solo-Konzerte zu geben; auf ihrem Debüt-Album »Contrebassiste« (1981) präsentierte sie Eigenkompositionen und Improvisationen zu eingespielten Tonbändern. Als Improvisatorin arbeitete sie unter anderem mit Derek Bailey, George Lewis, Susie Ibarra, Anthony Braxton, Annick Nozati und Barre Phillips (A l’improviste, 2008). Mit Irène Schweizer und der Sängerin Maggie Nicols spielt sie seit den frühen 1990ern im aus den Zusammenhängen um die Feminist Improvising Group hervorgegangenen Trio Les Diaboliques. Mit Marilyn Crispell am Klavier, Urs Leimgruber an den Saxophonen und Fritz Hauser am Schlagzeug bildet sie das Quartet Noir. Im Duo mit Lauren Newton ist sie seit Mitte der 1990er Jahre aktiv. 2005 wurde sie vom Jazzfestival in Le Mans als Artist in Residence ausgezeichnet. Mit Sebastian Gramss bildete sie ein Kontrabass-Duo, ebenso ein Duo mit der Flötistin Nicole Mitchell (Sisters Where, 2014).  After You Gone, gewidmet Peter Kowald, entstand 2003 mit Tetsu Saitoh, William Parker und Barre Phillips;  mit Craig Taborn und Mat Maneri entstand das Album Hearoes (RogueArt, 2023), mit Elisabeth Harnik und Zlatko Kaučič Live in St. Johann (2024).
Ihre Musik ist auf mehr als 150 Tonträgern dokumentiert, darunter eine
Reihe von Alben, die sie als Solistin einspielte wie At Souillac en Jazz (2021). Als Autorin hat sie A voix basse (2009) und den  Gedichtband Caraque (1993) veröffentlicht.